# Dodge Matador

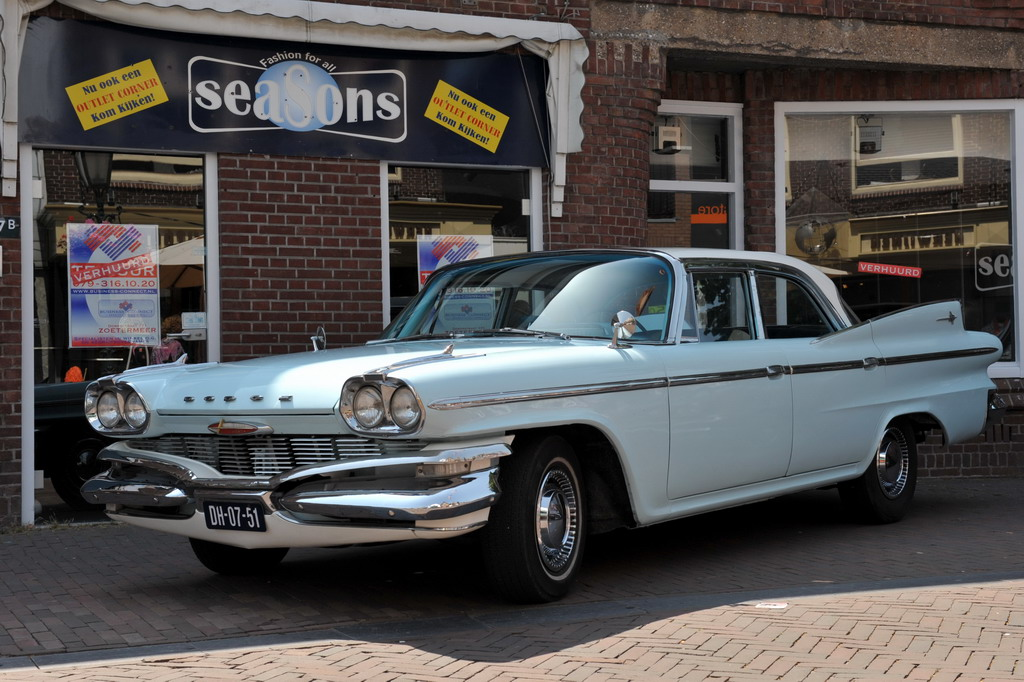
Une Dodge Matador

La Dodge Matador est une automobile full-size produite pour l'année modèle 1960 (27 908 unités) par Dodge. Les Matador étaient des modèles de base équivalents à la Dodge Polara à finition supérieure qui utilisait également la plate-forme à empattement de 3 099 mm des modèles Chrysler Windsor et Chrysler Newport.

## Conception
La Matador était l'un des deux nouveaux modèles produits par Dodge en 1960 lorsque la marque a abandonné les modèles Coronet, Custom, Custom Royal et Lancer de longue durée. Partageant la même plate-forme monocoque nouvellement conçue avec la Dodge Dart légèrement plus petite, la Matador a été désigné comme véhicule full-size de base par Dodge, la Dodge Polara devenant le modèle haut de gamme de la marque. La Matador et la Polara de 1960 étaient construites sur un empattement plus long de 102 mm avec les modèles DeSoto et Chrysler de 1960. Toutes les Matador étaient équipées d'un moteur V8 «Super Red Ram» 5,9 L de 299 ch (220 kW) de série. Le moteur "D-500 with Ram Induction" 383 de 6,3 L avec deux carburateurs à quatre corps était en option, avec une transmission automatique à trois vitesses TorqueFlite. Comme toutes les automobiles contemporaines de Chrysler, la transmission automatique était commandée par des boutons-poussoirs mécaniques sur le côté gauche du tableau de bord.
La Matador (et la Polara similaire mais mieux équipée) comportait des repères de style repris des modèles de 1959, elles-mêmes une évolution des voitures "Forward Look" de Virgil Exner introduites en 1957. Maintenant construite sur un nouveau châssis monocoque, la Matador de 1960 a continué avec les feux arrière empilés caractéristiques de la marque de style "jet pod", cependant, la taille des feux a été considérablement augmentée, les feux inférieure étant installés dans le pare-chocs arrière. Le design incorporait également les ailerons (raccourcis) de la marque Dodge, qui comprenaient de petites lentilles de feu arrière placées sur la surface verticale à l'arrière de l'aileron; encore. Le but de l'aileron raccourci était destiné à exagérer la longueur des «jet pod» qui maintiennent les feux arrière. L'avant comportait une petite calandre comprenant six rayons rectangulaires en aluminium imbriqués au-dessus du pare-chocs avant massif (et complexe).
Tous les breaks Dodge de 1960 utilisaient un empattement de 3 099 mm offrant un espace de chargement de 2,8 m3 avec les sièges arrière rabattus à plat. Le modèle Matador était disponible en versions à six ou neuf places (avec banquette de troisième rangée orientée vers l'arrière) avec une lunette arrière rabattable dans le hayon,.
La Matador avait moins de garnitures extérieures chromées et un intérieur plus simples que la Polara. La majorité des voitures construites et vendues par Dodge au cours de l'année-modèle 1960 se trouvaient être le nouveau modèle full-size "plus petit" et moins cher de Dodge, la Dodge Dart, qui proposait trois finitions (Seneca, Pioneer et Phoenix).
Un total de 27 908 Dodge Matador ont été produites pour 1960. Le faible volume des ventes - et la popularité du modèle Dart - ont conduit Dodge à abandonner la plaque signalétique Matador pour l'année modèle 1961.

## Héritage
Le nom a ensuite été utilisé par American Motors Corporation de 1971 à 1978 pour les voitures AMC Matador de taille moyenne et full-size. Le constructeur automobile a été acheté en 1987 par la Chrysler Corporation.